# Nikos Panayotopoulos
Nikos Panayotopoulos, gr. Νίκος Παναγιωτόπουλος (ur. 6 listopada 1941 w Mitylenie, zm. 12 stycznia 2016 w Atenach) – grecki reżyser i scenarzysta filmowy. Autor siedemnastu filmów fabularnych, których akcję umieszczał przeważnie w swoich ukochanych Atenach, gdzie mieszkał od 1973 aż do śmierci.

## Życiorys
Urodził się na wyspie Lesbos. Studiował reżyserię w Atenach i początkowo pracował jako asystent reżysera. W latach 1960-1973 przebywał w Paryżu, gdzie uczęszczał na studia filmowe na Sorbonie. Do rodzinnej Grecji powrócił po upadku dyktatury czarnych pułkowników.
Jego pełnometrażowy debiut fabularny, surrealistyczne Barwy tęczy (1974), wpisał się w nurt nowego greckiego kina. Kolejna fabuła Panayotopoulosa, Leniuchy z żyznej doliny (1978), przyniosła mu główną nagrodę Złotego Lamparta na MFF w Locarno i weszła na trwałe do kanonu dzieł greckiej kinematografii.
Inne filmy reżysera to m.in. Melodramat? (1980), Kawaler (1997), Na skraju nocy (2000), Jestem zmęczony zabijaniem twoich kochanków (2002), Delivery (2004), Umrzeć w Atenach (2006), Ateny-Stambuł (2008) czy Córka Rembrandta (2015), której premiera przypadła na kilka tygodni przed śmiercią twórcy.
Żona Panayotopoulosa, Marianna Spanoudakis, pracowała w charakterze kostiumografa przy większości jego filmów.